# Grostenquin
Pour l’article homonyme, voir Petit-Tenquin.
Grostenquin (prononcé [ɡʁotɑ̃kɛ̃]) est une commune française située dans le département de la Moselle et le bassin de vie de la Moselle-Est, en région Grand Est.

## Géographie
Au croisement des routes de Sarreguemines à Château-Salins et de Sarralbe à Faulquemont ; à 8,700 km de la gare de Morhange ; à 32,080 km au sud-ouest de Forbach.

### Écarts et lieux-dits
- Béning (ferme)
- Bertring
- Hingsange
- Jägerbronn (alias Fontaine de la Chasse, ferme fondée en 1818 par le comte d'Helmstadt, à l'emplacement d'une maison de garde[1])
- Linstroff
- Erlenhoff
- Tensch

| Bistroff             | Lixing-lès-Saint-Avold | Laning Frémestroff |
| Bérig-Vintrange      | Grostenquin            | Freybouse Erstroff |
| Vallerange Bermering | Virming                | Francaltroff       |

### Hydrographie
La commune est située dans le bassin versant du Rhin au sein du bassin Rhin-Meuse. Elle est drainée par le ruisseau du Bischwald, le ruisseau la Nied de Bischwald, le ruisseau le Lenzbronn, le ruisseau Beimattgraben, le ruisseau de l'Eschweihergraben, le ruisseau de l'Étang de Sauerloch et le ruisseau Grenzgraben.
Le ruisseau du Bischwald, d'une longueur totale de 13 km, prend sa source dans la commune  et se jette  dans la Nied allemande à Teting-sur-Nied, après avoir traversé huit communes.

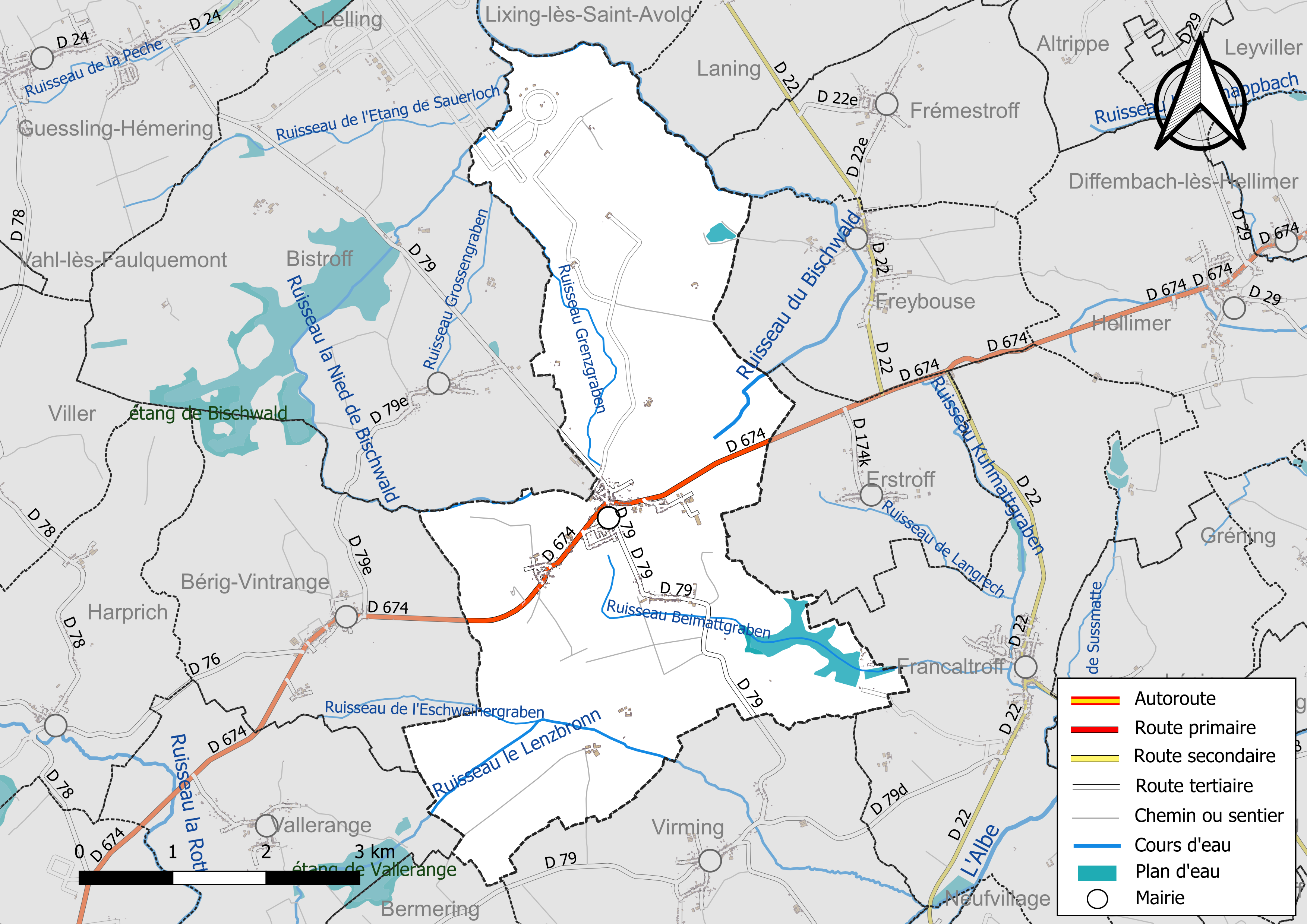
Réseaux hydrographique et routier de Grostenquin.

La qualité des eaux des principaux cours d’eau de la commune, notamment du ruisseau du Bischwald, peut être consultée sur un site dédié géré par les agences de l’eau et l’Agence française pour la biodiversité.

### Climat
Pour des articles plus généraux, voir Climat du Grand Est et Climat de la Moselle.
En 2010, le climat de la commune est de type climat des marges montargnardes, selon une étude du Centre national de la recherche scientifique s'appuyant sur une série de données couvrant la période 1971-2000. En 2020, Météo-France publie une typologie des climats de la France métropolitaine dans laquelle la commune est exposée à un climat semi-continental et est dans la région climatique  Lorraine, plateau de Langres, Morvan, caractérisée par un hiver rude (1,5 °C), des vents modérés et des brouillards fréquents en automne et hiver. 
Pour la période 1971-2000, la température annuelle moyenne est de 9,7 °C, avec une amplitude thermique annuelle de 17 °C. Le cumul annuel moyen de précipitations est de 911 mm, avec 12,1 jours de précipitations en janvier et 9,5 jours en juillet. Pour la période 1991-2020, la température moyenne annuelle observée sur la station météorologique de Météo-France la plus proche, « Rodalbe », sur la commune de Rodalbe à 8 km à vol d'oiseau, est de 10,6 °C et le cumul annuel moyen de précipitations est de 737,2 mm. 
La température maximale relevée sur cette station est de 38,7 °C, atteinte le 24 juillet 2019 ; la température minimale est de −18,1 °C, atteinte le 26 décembre 2010,,. 
Les paramètres climatiques de la commune ont été estimés pour le milieu du siècle (2041-2070) selon différents scénarios d'émission de gaz à effet de serre à partir des nouvelles projections climatiques de référence DRIAS-2020. Ils sont consultables sur un site dédié publié par Météo-France en novembre 2022.

## Urbanisme

### Typologie
Au 1er janvier 2024, Grostenquin est catégorisée commune rurale à habitat dispersé, selon la nouvelle grille communale de densité à sept niveaux définie par l'Insee en 2022.
Elle est située hors unité urbaine et hors attraction des villes,.

### Occupation des sols
L'occupation des sols de la commune, telle qu'elle ressort de la base de données européenne d’occupation biophysique des sols Corine Land Cover (CLC), est marquée par l'importance des territoires agricoles (90,2 % en 2018), une proportion sensiblement équivalente à celle de 1990 (90,6 %). La répartition détaillée en 2018 est la suivante : 
terres arables (62,1 %), prairies (28,1 %), zones industrielles ou commerciales et réseaux de communication (3,7 %), zones urbanisées (2,8 %), eaux continentales (2,4 %), forêts (0,9 %). L'évolution de l’occupation des sols de la commune et de ses infrastructures peut être observée sur les différentes représentations cartographiques du territoire : la carte de Cassini (XVIIIe siècle), la carte d'état-major (1820-1866) et les cartes ou photos aériennes de l'IGN pour la période actuelle (1950 à aujourd'hui).

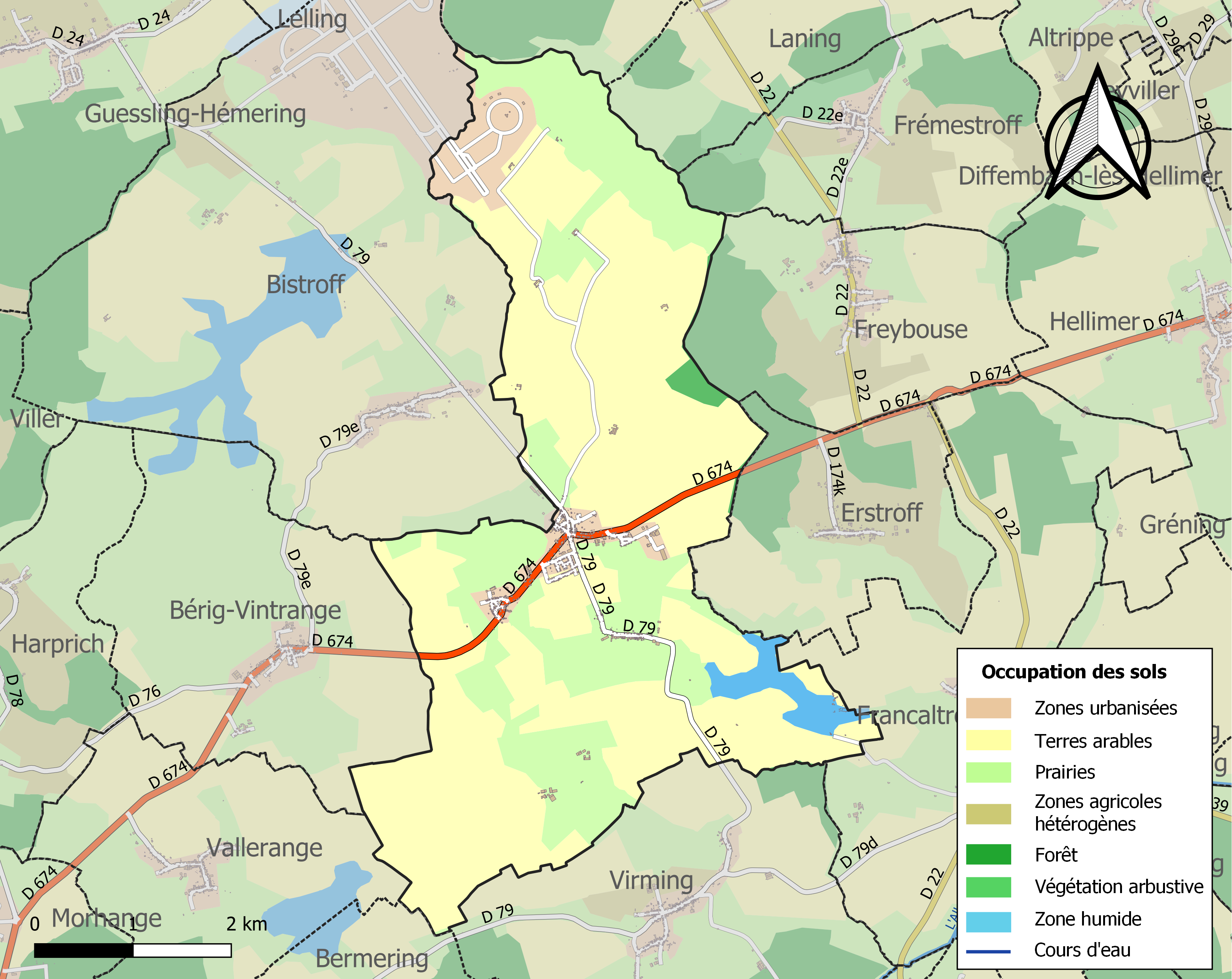
Carte des infrastructures et de l'occupation des sols de la commune en 2018 (CLC).

## Toponymie
- Grostenquin :
  - Étymologie : Il semble désormais admis que ce toponyme dérive d'un nom d'homme gallo-romain Tannius et du latin villa changé en -acus, ce qui signifierait « domaine de Tannius »[15]. Quoi qu'il en soit, la plus ancienne mention manuscrite de Grostenquin  se trouve  dans une charte de l'évêque Enguerrand de Metz[16],[17] par laquelle il donne en 787 quelques biens situés à « Tannae villa » à l'abbaye Saint Nabor de Saint-Avold[pas clair].
  - Anciennes mentions : Tannæ-Villa (787), Tenkesacha (Xe siècle), Tanney (1121), Tanner (1137), Tannecha (1179), Tenchen (1255), Tannichen (1461), Tanchen (1469), Gros Tenchen (1573)[18], Tanchen (1595), Thannigen (1645), Gros-Tennequin (1688), Grostenchen ou Grosse-Tenquen (XVIIe siècle), Tennequin-la-Grande et Tennequin-la-Grosse (1756)[1], Tenquin-Gros (1801)[19], Großtänchen (1871-1918).
  - En allemand : Gross-Taenchen[1]. En francique lorrain : Grosstänsche et Tensching[20].
  - Surnom sur les habitants :  Finschterstopper (Fensterstopfer) = les bourreleurs de fenêtres[21].
- Béning : Beininger-Hoff et Benning (1682)[1].
- Bertring : Berteringa et Berteringe (XIIe siècle), Bertrenges (1472), Bertringen (1664-1665), Bertingue (1756)[1].
- Hingsange : Hinquezenge (1364), Hingesengen (1376), Hungesingen (1447), Hünsingen (1547), Hinguezange et Hinquesange (1756), Hingsange (carte de l'état-major). En allemand : Hinsingen[1].
- Linstroff :  Lengestroff (1472), Lenistroff (1682), Leinstroff (carte de l'état-major)[1].

## Histoire

### De l'Antiquité à la Révolution
- Les découvertes archéologiques faites à Grostenquin  au cours des dernières décennies indiquent que le site était occupé dès le Ier siècle après Jésus-Christ par un vicus gallo-romain d’une certaine importance situé sur la voie romaine qui reliait alors Metz à Strasbourg[15].
- Grostenquin était au Moyen Âge le siège d'une mairie  de la seigneurie épiscopale d'Hingsange dont dépendaient Grostenquin, Bertring, Linstroff et une partie de Bermering. Cette seigneurie relevait depuis des temps immémoriaux de la principauté épiscopale de Metz, qui était alors une principauté ecclésiastique du Saint-Empire romain germanique. La famille de Brücken possédait dès 1242 la mairie de Grostenquin (« Tännchen ») qui passa au XVe siècle par héritage aux Helmstatt qui la conserveront jusqu’à la Révolution française[22].
- Après l’occupation par le roi de France Henri II du territoire temporel des Trois-Évêchés en 1552 et leur cession définitive par le Saint-Empire romain germanique en vertu des traités de Westphalie en 1648, Grostenquin fut annexé à la province française des Trois-Évêchés et ses habitants devinrent sujets du roi de France. Le village fut repeuplé par des Tyroliens après la guerre de Trente Ans[21].
- En 1790, le Grand-gouvernement de Lorraine-et-Barrois qui était né au XVIIIe siècle de la fusion des Trois-Évêchés et du duché de Lorraine annexé au royaume de France en 1766, fut divisé en départements. Grostenquin fut rattachée à la Moselle et devint le 29 vendémiaire de l’an X chef-lieu de canton.

### Guerre de 1870-1871
Les Français reculent vers Metz après leur défaite à Forbach.
Le 9 août 1870, alors qu'ils parcourent les 32 km séparant Grostenquin de Lemud, a lieu un combat appelé l'affaire de Grostenquin.
À l'issue de la guerre franco-allemande de 1870, Grostenquin est annexée à l'Empire allemand en vertu du traité de Francfort. La commune prend le nom de « Grosstänchen » et est rattachée au district de Lorraine, l'un des trois districts administratifs de l'Alsace-Lorraine.

### Première Guerre mondiale
Après deux générations de paix et de prospérité, la germanisation des esprits est telle que les Mosellans se battent naturellement pour l'Empire allemand lorsque la guerre éclate en 1914. Beaucoup tomberont sous l’uniforme allemand, sur le Front de l'Est, mais aussi à l'Ouest, en particulier en France et dans les Flandres. Sujets loyaux de l'Empereur, les Mosellans accueillent cependant avec joie la fin des hostilités et la paix retrouvée. Conformément à l’article 27 du traité de Versailles, la commune redevient française en 1919 et est rattachée au nouveau département de la Moselle qui adopte les limites administratives du district de Lorraine.

### Seconde Guerre mondiale
Après un bombardement le 14 juin 1940 (5 victimes, 62 maisons détruites), la commune est occupée deux jours plus tard par les troupes allemandes et annexée de facto au troisième Reich qui l’incorpore au Gau Westmark. La Seconde Guerre mondiale et le drame de l'Annexion marqueront longtemps les esprits. Après un intense bombardement, les Américains entrent dans la commune le 19 novembre 1944. Ils font évacuer les habitants à Morhange, du 20 novembre au 10 décembre 1944. Grostenquin devient une zone de combats avant la libération définitive.
Grostenquin sera titulaire de la Croix de guerre 1939-1945. Mme Marie Bour, résistante durant la Seconde Guerre mondiale, sera aussi honorée.

## Politique et administration
| Période   | Période   | Identité           | Étiquette | Qualité |
| --------- | --------- | ------------------ | --------- | ------- |
| mars 1971 | mars 1989 | Achille Bier       |           |         |
| mars 1989 | mars 2008 | Marc Rousselle     |           |         |
| mars 2008 | en cours  | Patrick Seichepine |           |         |

## Population et société

### Démographie
L'évolution du nombre d'habitants est connue à travers les recensements de la population effectués dans la commune depuis 1793. Pour les communes de moins de 10 000 habitants, une enquête de recensement portant sur toute la population est réalisée tous les cinq ans, les populations de référence des années intermédiaires étant quant à elles estimées par interpolation ou extrapolation. Pour la commune, le premier recensement exhaustif entrant dans le cadre du nouveau dispositif a été réalisé en 2007.

En 2022, la commune comptait 620 habitants, en évolution de +0,49 % par rapport à 2016 (Moselle : +0,52 %, France hors Mayotte : +2,11 %).
| 1793 | 1800 | 1806 | 1821  | 1836 | 1841 | 1861 | 1866 | 1871 |
| ---- | ---- | ---- | ----- | ---- | ---- | ---- | ---- | ---- |
| 262  | 290  | 359  | 1 270 | 897  | 850  | 831  | 805  | 732  |

| 1875 | 1880 | 1885 | 1890 | 1895 | 1900 | 1905 | 1910 | 1921 |
| ---- | ---- | ---- | ---- | ---- | ---- | ---- | ---- | ---- |
| 698  | 567  | 540  | 573  | 586  | 538  | 509  | 483  | 416  |

| 1926 | 1931 | 1936 | 1946 | 1954 | 1962 | 1968 | 1975 | 1982 |
| ---- | ---- | ---- | ---- | ---- | ---- | ---- | ---- | ---- |
| 422  | 378  | 367  | 259  | 422  | 689  | 543  | 546  | 518  |

| 1990 | 1999 | 2006 | 2007 | 2012 | 2017 | 2022 | - | - |
| ---- | ---- | ---- | ---- | ---- | ---- | ---- | - | - |
| 596  | 569  | 543  | 539  | 580  | 631  | 620  | - | - |

### Enseignement
- 1844 : deux écoles de 25 garçons et 30 filles.
- 1956 : deux écoles avec 66 élèves.
- 2010 : une école maternelle avec 2 classes ; une école primaire avec 3 classes.

### Cultes
Grostenquin est de tout temps paroisse catholique de l'archiprêtré de Morhange ; annexes : Bertring, Linstroff et jusqu'en 1804, Erstroff.

## Économie
L'économie de Grostenquin s'appuie essentiellement sur une economie locale et de quartier. La ville est attractive notamment par ses commerces rares et spécifiques, comme La Grange aux Herbes, qui fournit à lui seul la population de Moselle des produits naturels.

## Culture locale et patrimoine

### Lieux et monuments

#### Édifices civils
- Passage d'une voie romaine.
- Traces du château de Hingsange, mentionné en 1266, remanié au début du XVIIIe siècle pour le rendre plus habitable démoli à la Révolution. Avec deux tours, l'une appelée tour Sainte-Barbe, abritant la chapelle castrale, l'autre la prison. À son emplacement ne subsiste plus que l'importante ferme
- Ancienne base aérienne de l'OTAN occupée par les Canadiens de 1952 à 1964.

#### Édifices religieux

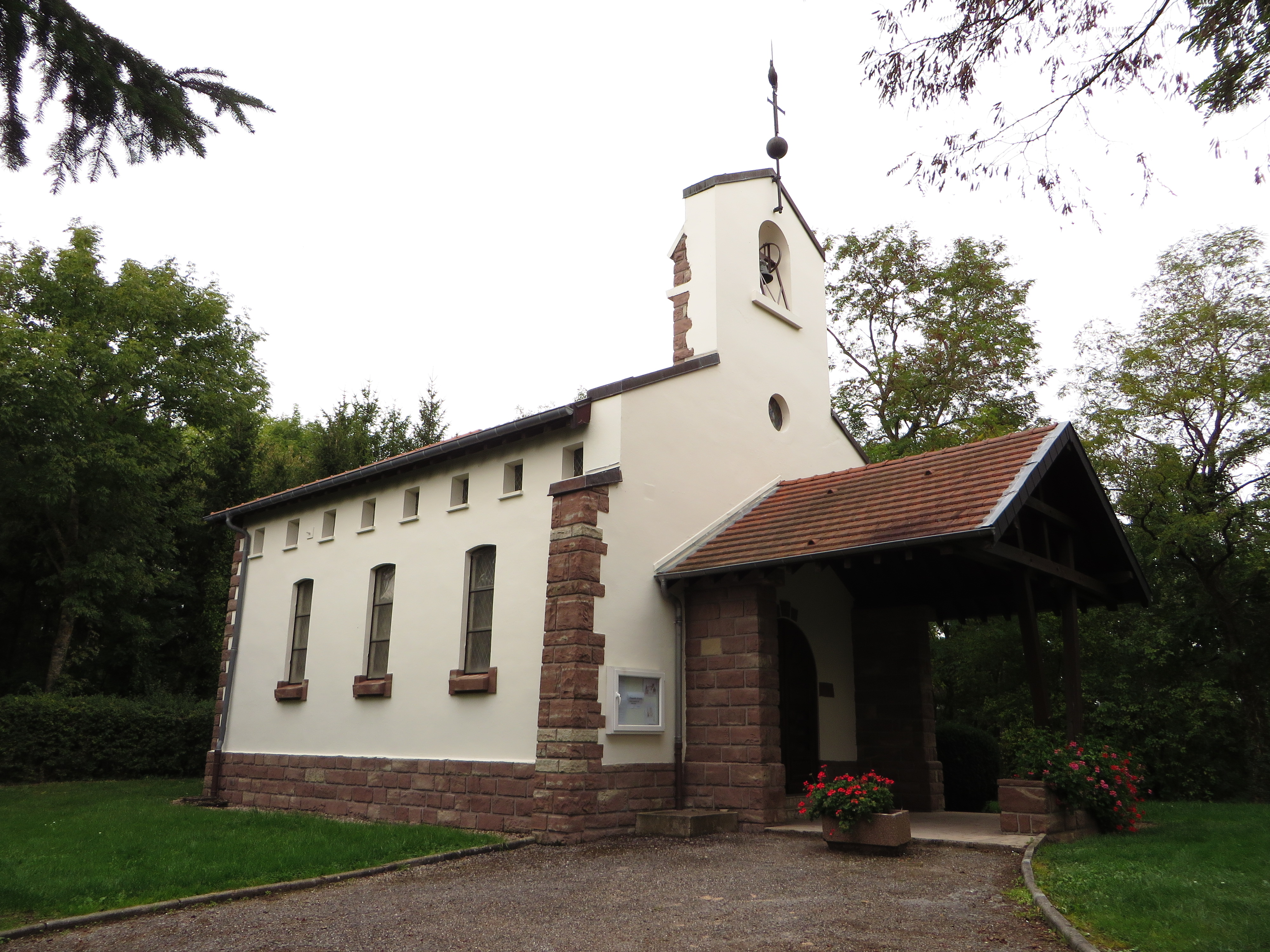
Chapelle Saint-blaise au Klausenberg.

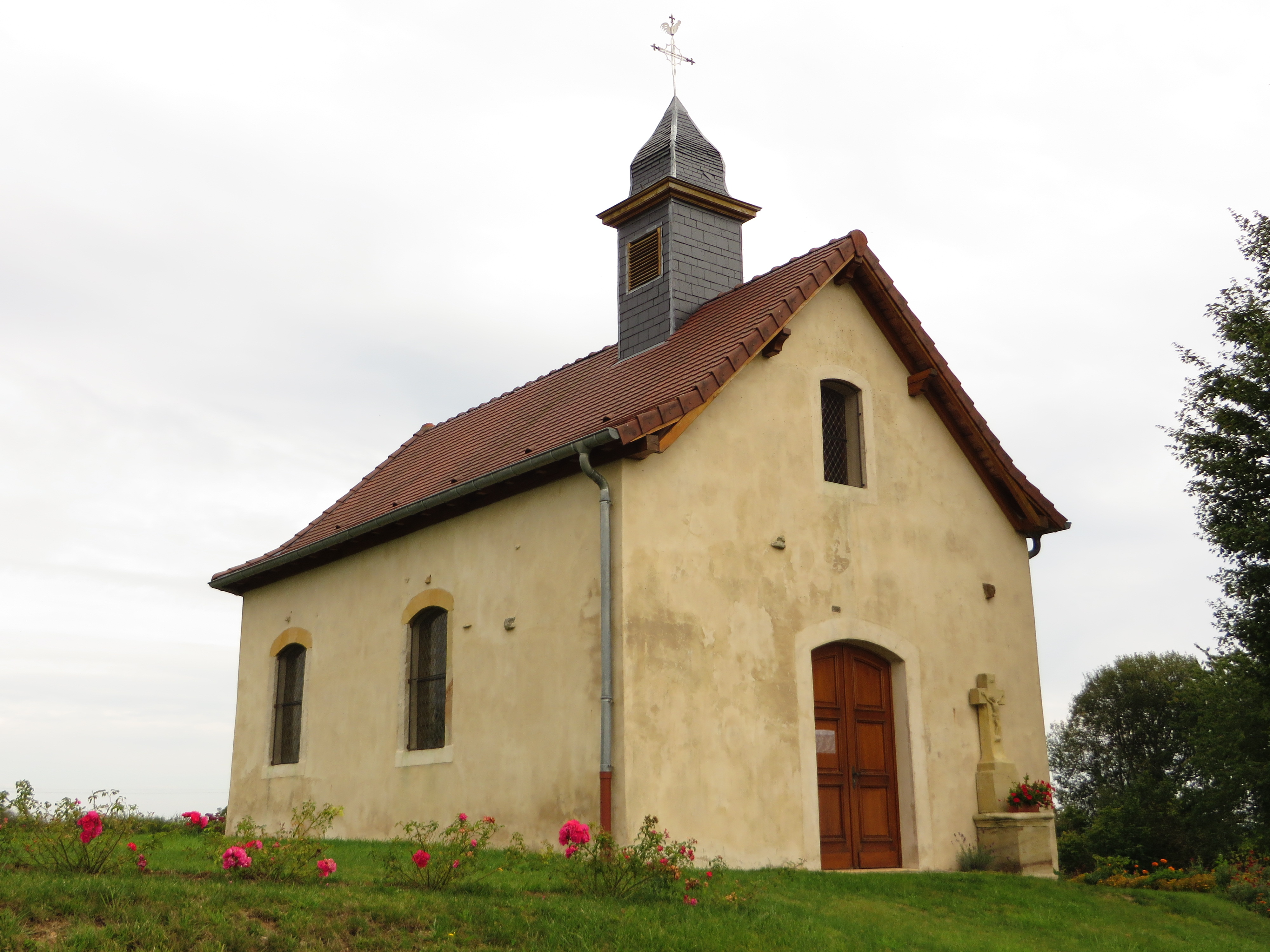
Chapelle Saint-Donat de Linstroff.

- L'église néo-gothique dédiée à saint Jean-Baptiste (24 juin), fut reconstruite en 1867. Lors de la démolition de l'ancienne église en 1863, on y a trouvé le tombeau d'un colonel suédois.
- Une chapelle de 1960 dédiée à saint Blaise (3 février) située à Bertring lieu-dit : Klausenberg, pèlerinage.
- Une chapelle XVIIIe siècle dédiée à saint Donat située à Linstroff rénovée depuis peu et inaugure en septembre 2010.
- Une réplique de la grotte de Lourdes située à Bertring lieu-dit : Klausenberg.
- Grande fête le 3 février à l'occasion de la saint Blaise avec bénédiction des gorges et des petits pains.

### Personnalités liées à la commune
Le joueur canadien de hockey sur glace Paul MacLean est né à la base aérienne, de même que Jean-Claude Lavigne, père de la chanteuse Avril Lavigne.

### Héraldique
| Blason de Grostenquin | Blason  | Parti : au 1er de gueules au dextrochère de carnation, vêtu d'azur, mouvant d'une nuée d'argent, tenant une épée du même, garnie d'or, accostée en chef de deux cailloux du même, au 2e d'argent au lion de sable, armé, lampassé et couronné d'or. |
| Blason de Grostenquin | Détails | Le statut officiel du blason reste à déterminer. |

## Pour approfondir